# Spencer Compton
Spencer Compton, 1r Comte de Wilmington KG KB PC (~1673-2 de juliol de 1743) va ser un home d'estat britànic del Partit Whig anglès que va exercir de forma ininterrompuda en el govern des de 1715 fins a la seva mort. Va ser el cap nominal del govern des de 1742 fins a la seva mort el 1743, encara que va ser un mer substitut de Lord Carteret, que era el líder real del govern i Secretari d'Estat per al Departament del Nord. És considerat el segon primer ministre de Gran Bretanya després de Sir Robert Walpole. Les ciutats de Wilmington (Delaware), Wilmington (Carolina del Nord) i Wilmington (Vermont) s'anomenen així en el seu honor. En el primer cas, mai es va casar. Els seus germans, tenen descendents als Estats Units i Gran Bretanya.